# فيبراتو
الفيبراتو (إيطالية: vibrato، اسم مفعول "vibrare"، فعل اهتز) هو تأثير موسيقي يتمثل في تغيير متقطع منتظم في الحدة، ويستخدم لإضافة التعبير لمقطع غنائي أو معزوفة موسيقية. يتميز الفيبراتو بعاملين: كمية تغيير الحدة ("مدى الفيبراتو") والسرعة التي تتغير بها الحدة ("معدل الفيبراتو").
يمكن التحكم في الفيبراتو أثناء الغناء عن طريق تغيرات على مستوى الحنجرة، ويمثل الفيبراتو في الآلات الوترية وآلات النفخ تقليدا لهذه التقنية الصوتية.